# Corella
Corella es un municipio y una ciudad de la Comunidad Foral de Navarra. Situada en la Ribera de Navarra, en la Merindad de Tudela y a 92 km de la capital de la comunidad, Pamplona. Su población es de 8712 habitantes (INE 2024), situándose como el segundo municipio más poblado de la Ribera, después de Tudela.
Eminentemente agrícola en años pasados y actualmente con bodegas, Corella posee, en los albores del siglo XXI, un tejido industrial importante en la zona, con empresas que van desde la elaboración y transformado de caucho y otros componentes para la automoción, hasta la fabricación de sistemas industriales de contrapesos, o la producción de prefabricados para la construcción (lamentablemente dicha fábrica cerró) siendo este último sector en el que más ha destacado esta ciudad en los últimos años, aunque ahora vive sus horas más bajas.
Posee un rico patrimonio arquitectónico barroco, siendo de especial mención la Casa de las Cadenas, de la cual existe una réplica en el Pueblo español de Barcelona. El Museo de Arte Sacro así como sus edificios religiosos son igualmente destacables.
El pasado de Corella nos muestra a prolíficos comerciantes, militares, gobernadores, ministros -de marina, de justicia y de vivienda-, o incluso a músicos, médicos y artistas.

## Toponimia
El significado de la etimología local no está claro. El nombre de la localidad puede provenir de la interpretación de su escudo. «Corre él» (el conejo), «Corre ella» (el águila), resultando al combinarlas «Corre-ella».
La explicación etimológica que más podría acercarse a esa realidad, por ser entre otras cosas la más sencilla y lógica, es la recogida por Ramón García Domínguez en su publicación que la colección Navarra. Temas de Cultura Popular dedicó a Corella donde apunta al corellano José Jiménez Delgado en una nota marginal de su opúsculo titulado Alonso López de Corella y el "De vini commoditatibus libellus". «Su origen es muy humilde. Se trata de la denominación que recibió el lugar donde ahora se alza la ciudad, cuando era sólo un predio o villa rústica, ya que, según Du Cange, en su Léxico Medieval, 'cura', en el medievo, tenía, entre otras, la acepción de vicus, 'vill, praedium (rusticum), possesio.» Finalmente García Domínguez asevera que «como en su origen debió tratarse de una posesión y alquería no muy grande, se le aplicó el diminutivo de curella, que, por evolución normal de lengua, nos ha dado Corella. Esta etimología es concordante con el nombre de la Virgen que Corella tiene como patrona: la Virgen del Villar; esta denominación no representa sino la transposición a la lengua vulgar de lo que primitivamente no era sino el nombre genérico de Virgo Villaris, es decir, Virgo Villae o Virgo Curellae"».
A continuación se exponen otras opiniones, más y menos rigurosas, al respecto del significado y origen de la etimología local:
- José María Sanz Artibucilla opina que el nombre de Corella proviene del nombre romano Gracurris, que fue el que se le dio a la ciudad fundada sobre el poblado ibérico de Ilurce en el 179 a. C. por Tiberio Sempronio Graco...[3]

"De Gracurris se formó Gracurilla" -un arrabal de Gracurris con fines defensivos según Sanz de Artibucilla-, Gra-Curilla, Corilla, Corella".

- Otra posibilidad (quizás demasiado imaginativa), que menciona el Sr. Sanz Artibucilla, es la que sugiere que dado que el suelo de Corella se compone de tierra y cascajo, y que estos en ocasiones pasan a conglomerado, vulgarmente denominado 'avellanado', el nombre podría ser originario del sustantivo latino corylus o coryla, que significa avellana.
- Otra versión apunta a que Corella fue fundada por los godos con el nombre de Corila, pasando más adelante a 'Corela' y finalmente Corella.
- José María Sanz Artibucilla prosiguió con sus elucubraciones, según él Corella significaría Campo de Honor. La argumentación que emplea sería la siguiente, Cor vendría a ser 'corazón' o 'centro', y Elio 'luz', es decir, campo de la luz o del honor.
- Y otra posibilidad de origen latino implicaría que Corella viene de Corellus, túnica o peto militar.
- Otra más - Corella, Corbalán, Corbera, Corcos, Cordovilla, Córdoba, Corera, Corduente, Coreses, Cornago, Coria... todos nombres de poblaciones de la península ibérica. "La radical COR, significa CIMA o SOBRE, y la encontramos con este mismo significado, en COR-BERA, COR-ELLA, COR-DOBA, y en los apellidos vascos COR-CUERA, COR-COSTEGUI, etc. Y es una contracción de CO = ALTO, y OR = SOBRE. Y el mismo origen y significado tiene también GOR, contracción igualmente de GO y OR. Que podemos ver, en los topónimos y apellidos vacos, GOR-BEA, GOR-OSTIZA, IDI-GOR-AS, etc." (según Bernat Mira Tormo) En toponimia IL, EL, ELL, significan “estrecho”, “delgado” También tenemos muchas palabras en castellano en las que también queda reflejado el significado de estrecho como por ejemplo: Pelo, alfiler, estilete, hilo, cuchillo... COR-ELLa - Sobre la cima estrecha. Topónimo que describe perfectamente donde está situada la parte vieja de Corella. Se trata de una cima de poca altura, ya que si fuese más grande podría ser algo así como: COR-DI(aumentativo)-ILL-ERA(tierra)

El gentilicio es corellano para el masculino y corellana para el femenino.

## Geografía

Ubicación del municipio de Corella en Navarra y en la Merindad de Tudela

La ciudad de Corella está situada en la parte Sur de la Comunidad Foral de Navarra dentro de la región geográfica de la Ribera de Navarra a una altitud de 370 m s. n. m. Su término municipal tiene una superficie de 83,3 km² y limita
al norte con el municipio de Alfaro en la comunidad autónoma de La Rioja y con el de Castejón, al este con el de Tudela, al sur con los de Cintruénigo y Fitero y al oeste también con el de Alfaro.

## Historia

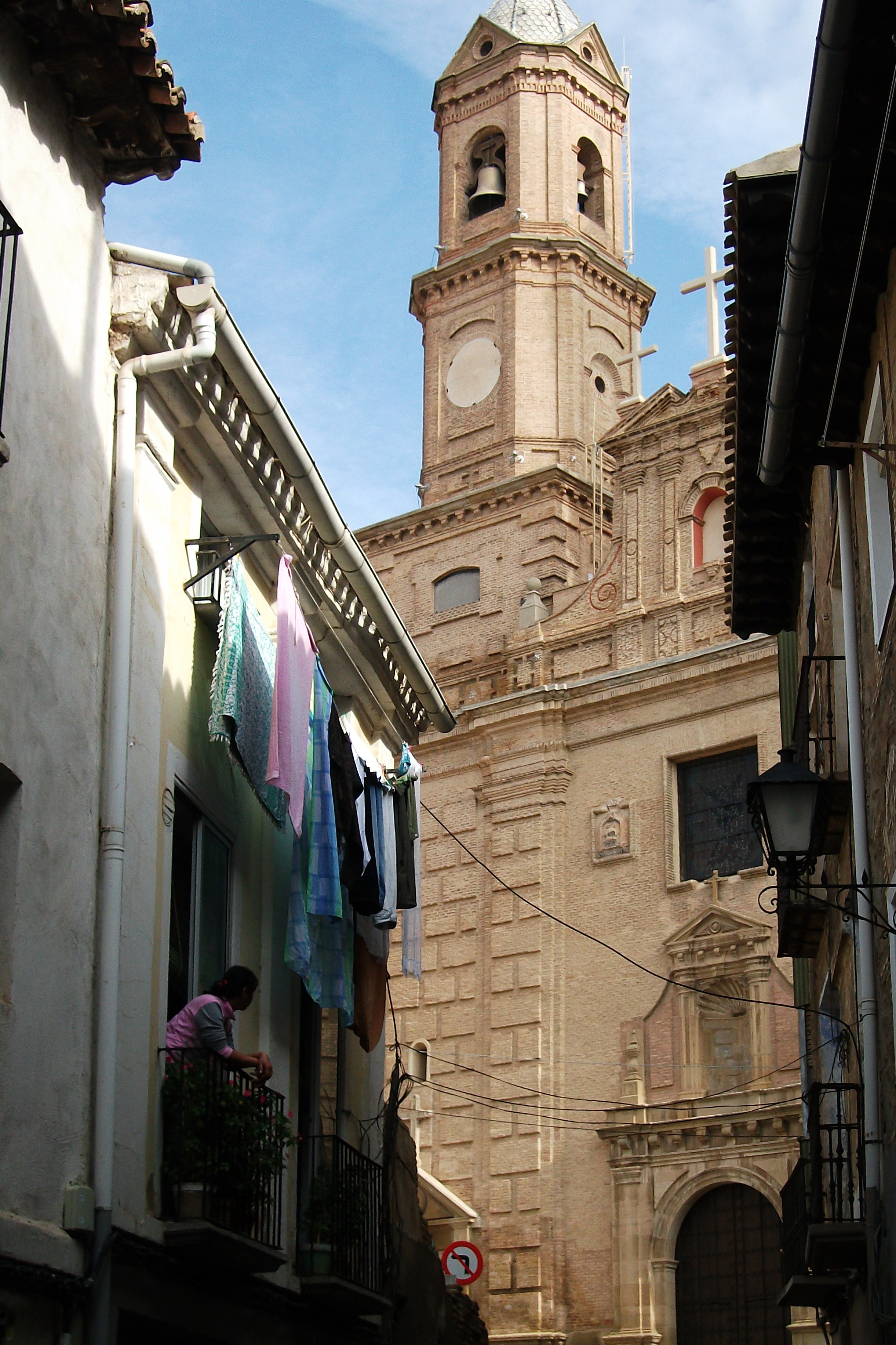
Calle de Corella

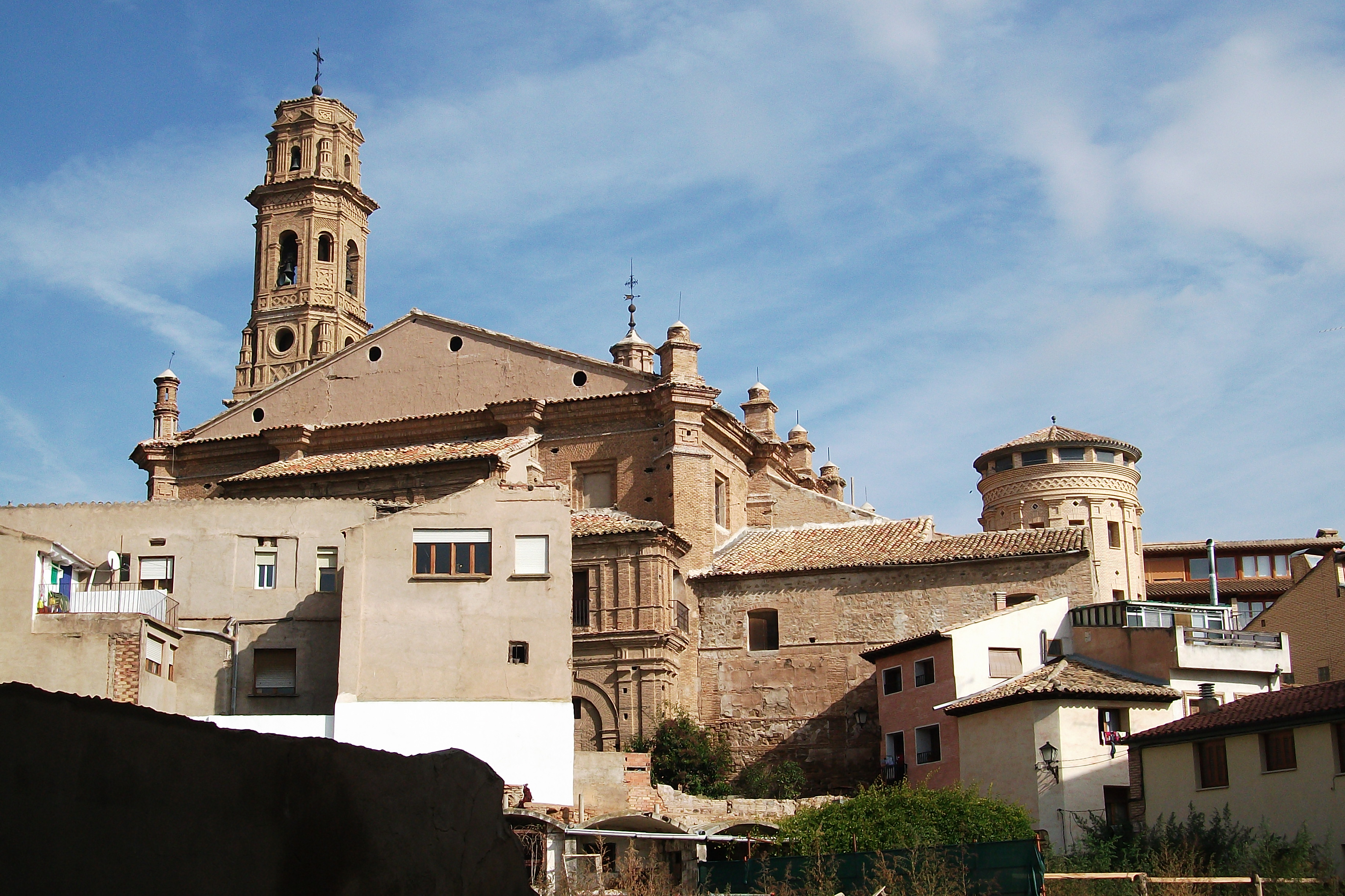
Vista de la localidad

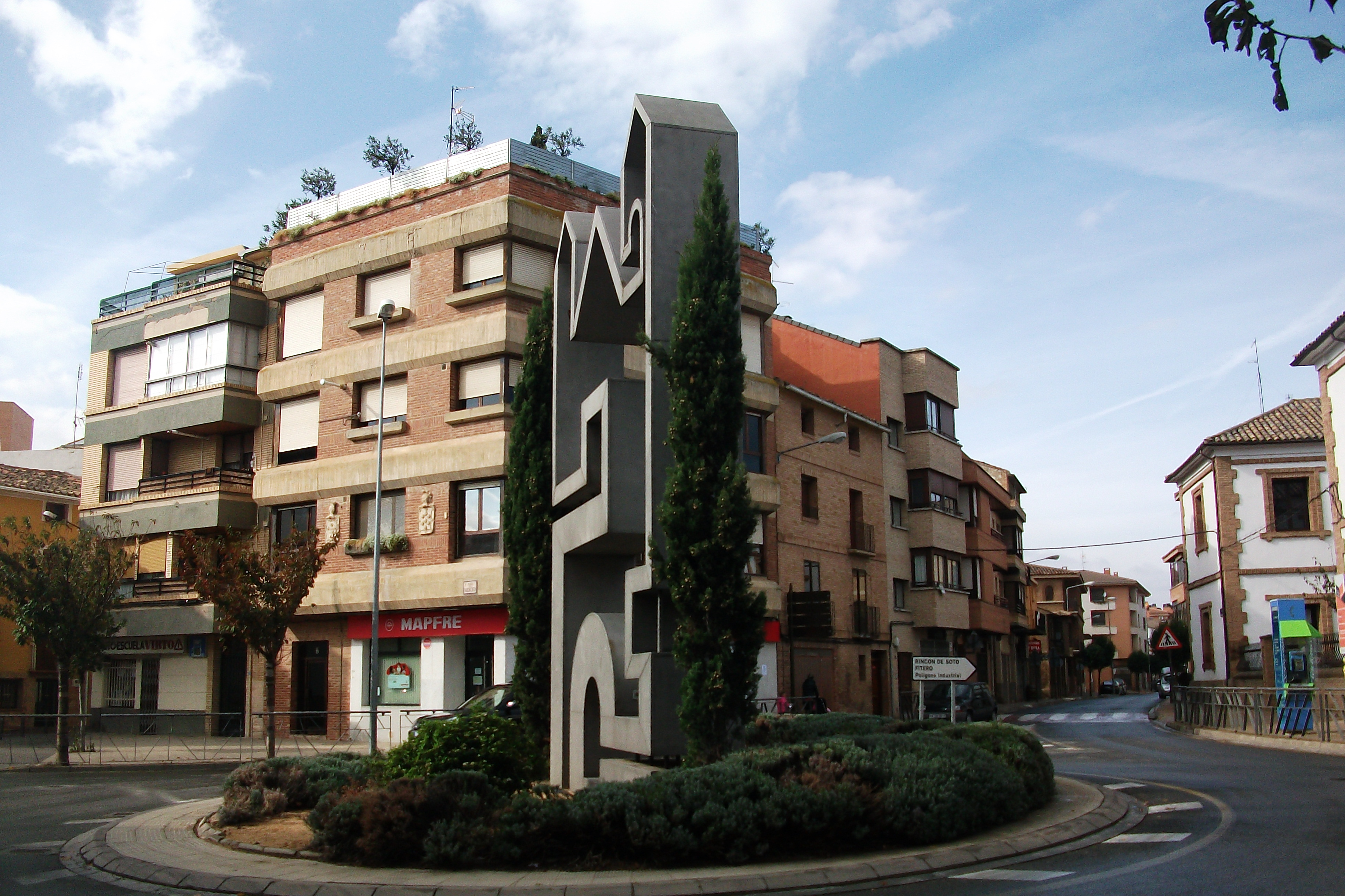
Rincones del pueblo

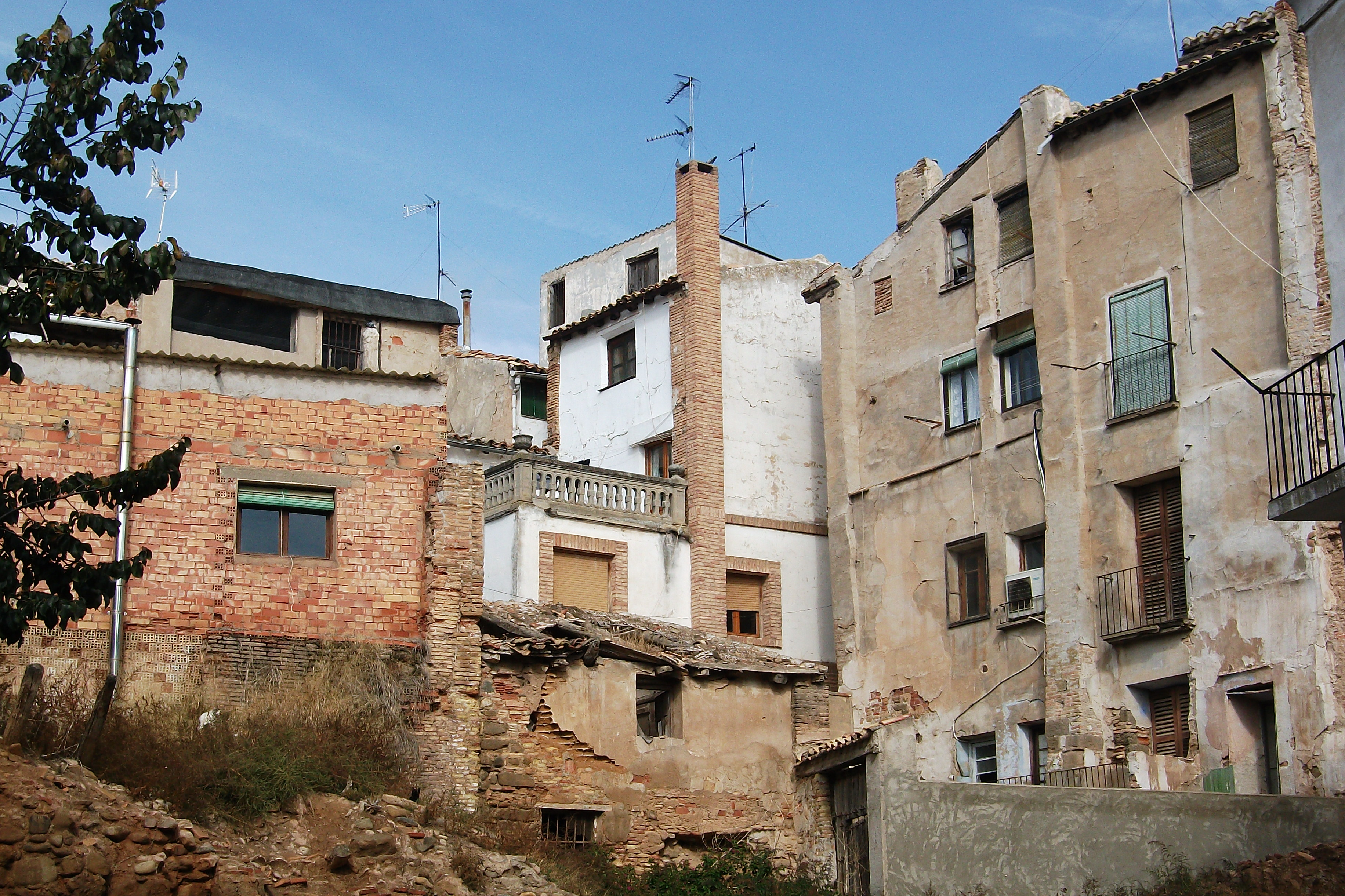
Rincones con encanto

### Edad Media
En las crónicas históricas el lugar pasa de manos musulmanas a dominio cristiando esporádica y alternativamente durante los siglos X y XI. Finalmente se tiene noticias de la conquista por Alfonso I el Batallador (1119), junto con su primo y colaborador, el conde Rotrou de Perche (1130) que ya figura como señor de Corella. Más tarde, con el rey García Ramírez de Pamplona y especialmente por su esposa Margarita de l'Aigle, sobrina y heredera de Rotrou en lo que afectaba a sus posesiones navarras, se incorpora al dominio directo del trono pamplonés.
En tiempos de Teobaldo I de Navarra (1259) y Felipe el Hermoso, rey de Francia y de Navarra (1304) la iglesia de San Miguel fue adscrita al priorato grandimontense de San Marcial de Tudela.
La población quedó jurídicamente englobada por el fuero de Tudela (1130) y, dada su situación de frontera, fue durante todo el Medievo social y religiosamente heterogénea. Esta situación de emplazamiento fronterizo obligó a mantener un importante castillo hasta el siglo XVI, con la incorporación de Navarra a la Corona de Castilla. Por añadidura eran continuas las disputas con la vecina localidad riojana de Alfaro muchas veces motivadas por las aguas del río Alhama. Derivadas de este continuo conflicto fronterizo en los años 1334-1337, en el contexto de una nueva guerra entre Castilla y Navarra, el poblado de Araciel fue arrasado por completo para acabar en 1416 integrado con Corella.
En 1369, la reina Juana de Valois, hija del rey Juan II de Francia y esposa del rey Carlos II de Navarra, crea la alcaldía de Corella con lo que se rompe la dependencia con Tudela.
Cuando el rey Carlos III de Navarra, que en 1418 concedió a la villa la celebración de una feria, crea el 20 de enero de 1423 el Principado de Viana en favor de su nieto Carlos de Viana incluye a Corella dentro del patrimonio principesco en razón del llamado «derecho de pisada», es decir, ser la primera tierra del reino pisada por el heredero a su llegada a Navarra. En una nueva confrontación entre Castilla y Navarra, entre 1429-1430, la entonces villa fue asaltada, saqueada e incendiada casi por completo por tropas castellanas. Parece que en este episodio la disputa sobre las aguas del río Alhama tuvieron gran peso en tal desolación.
Sin embargo, el príncipe, el 5 de septiembre de 1448 vende el señorío de Corella por 6000 libras carlines a Juan de Beaumont, tío suyo. Esta venta facilita la implicación directa de Corella en las guerras civiles entre agramonteses y beamontes y, favorecido por la denuncia de la venta que hicieron los propios vecinos, Juan II de Navarra reincorpora a la corona el señorío.
La princesa de Viana, y futura reina, Leonor I de Navarra le concede a la villa en 1471 un día de mercado, los jueves de cada semana, así como el título de buena villa que le otorgaba también asiento en las Cortes de Navarra.

#### Corella, cuna de la unión de Castilla con Aragón
En mayo de 1457, Juan II de Navarra y su nueva esposa, Juana Enríquez, con un infante llamado Fernando se aposentan en Corella en la casa de Graciana de Armendáriz. El rey castellano Enrique IV, que ya había estado casado con una hija de Juan II, Blanca de Navarra, sin conseguir descendencia, concierta el matrimonio de su hermana Isabel con el vástago de Aragón.

### Edad Moderna
En 1630 la villa, por merced real a cambio de 26 500 ducados, se convierte en ciudad con voto en Cortes. Este mismo año, también a cuentra otra cantidad, se compra al rey Felipe IV la jurisdicción civil y criminal así como el congoce de las Bardenas Reales.
El 14 de junio de 1711 el rey Felipe V, acompañado de María Luisa de Saboya y el resto de la familia real, trasladó toda la Corte a Corella, por espacio de cuatro meses, ocupando la casa recién construida de Agustín de Sesma y Sierra, y que por privilegio real de 1712, luce cadenas en sus puertas principales. Se la conoce por ello como la Casa de las Cadenas. En 1719 volvió Felipe V a Corella, pero esta vez para pocos días, acompañado de su segunda esposa la reina Isabel de Farnesio.

### Edad Contemporánea
A principios del siglo XIX dentro de las reformas administrativas emprendidas en 1822 y 1840, Corella fue separada de Navarra para ser agregada a la provincia de Logroño. Sin embargo, en 1823 Fernando VII, al derogar toda la legislación del Trienio constitucional incluyó esta separación. Además en 1840 la Diputación Foral de Navarra protestó con éxito esta decisión logrando de manera definitiva que quedara como parte de Navarra.

#### Guerra civil española
Corella con 5700 habitantes era una de las ciudades de Navarra más poblada y rica. En abril de 1936 se habían conseguido 3000 robadas en las corralizas para trabajarlas en la colectividad.
El 18 de julio el ayuntamiento republicano celebró su última sesión. El secretario que llevaba un libro de actas impecable hizo en ese día varios borrones por los nervios. El día 19 temprano llegaron numerosos requetés, con un teniente y varios números de la Guardia Civil, que ocuparon el ayuntamiento con cierta resistencia de los funcionarios, además de centros obreros y tabernas. En los primeros escarceos hubo dos heridos que serían rematados en la camilla donde eran llevados por la Cruz Roja. Se destituyó a todos los funcionarios y se encarceló a los que se habían resistido, llenándose las cárceles de Corella y Tudela.
El concejal y juez de paz Ricardo Campos encerrado en un cuarto fue rociado con gasolina por unos conocidos fascistas que posteriormente le prendieron fuego. La información que dio el Diario de Navarra fue que se había suicidado prendiendo fuego al pajar del suelo. Al día siguiente fusilaron al alcalde y a varios empleados.
A lo largo del mes de agosto se van haciendo distintas sacas de las cárceles. El día 15, festividad de la Virgen, 27 corellanos, a uno le cortaron las manos por agarrarse desesperadamente, junto a tres de Fitero fueron llevados al cementerio de Milagro donde tras decirles el cura Bernardo Catalán Estad tranquilos porque hoy estaréis cenando con Dios. Les fueron matando entre bromas y golpes. Los presos que quedaban fueron obligados a ir «voluntarios» al frente.
Fueron asesinados 87 corellanos, pero la matanza pudo haber sido mayor cuando en el Frente Norte perdieron la vida dos jóvenes de derechas en circunstancias confusas. Fueron a por cuarenta detenidos que estaban en el «cuarto del Marqués» para fusilarlos. En esta ocasión la Guardia Civil de Tudela lo evitó.

## Demografía
Corella cuenta con una población de 8712 habitantes (INE 2024).
| Gráfica de evolución demográfica de Corella entre 1842 y 2021 |
| |
| Población de derecho según los censos de población del INE Población de hecho según los censos de población del INEEn 1927 disminuye el término del municipio porque independiza a Castejón |

Evolución de la población
En el año 2017, la población de Corella era de 7640 habitantes (INE). En la siguiente gráfica se presenta la evolución demográfica de Corella desde 1900. Como puede observarse, en la última década la población de Corella ha experimentado un notable incremento, debido fundamentalmente a la inmigración. Destacable es también el hecho de que Castejón se independizara de Corella en 1927, con el consiguiente descenso de población, como puede apreciarse entre los censos de 1920 y 1930.

## Símbolos

### Escudo

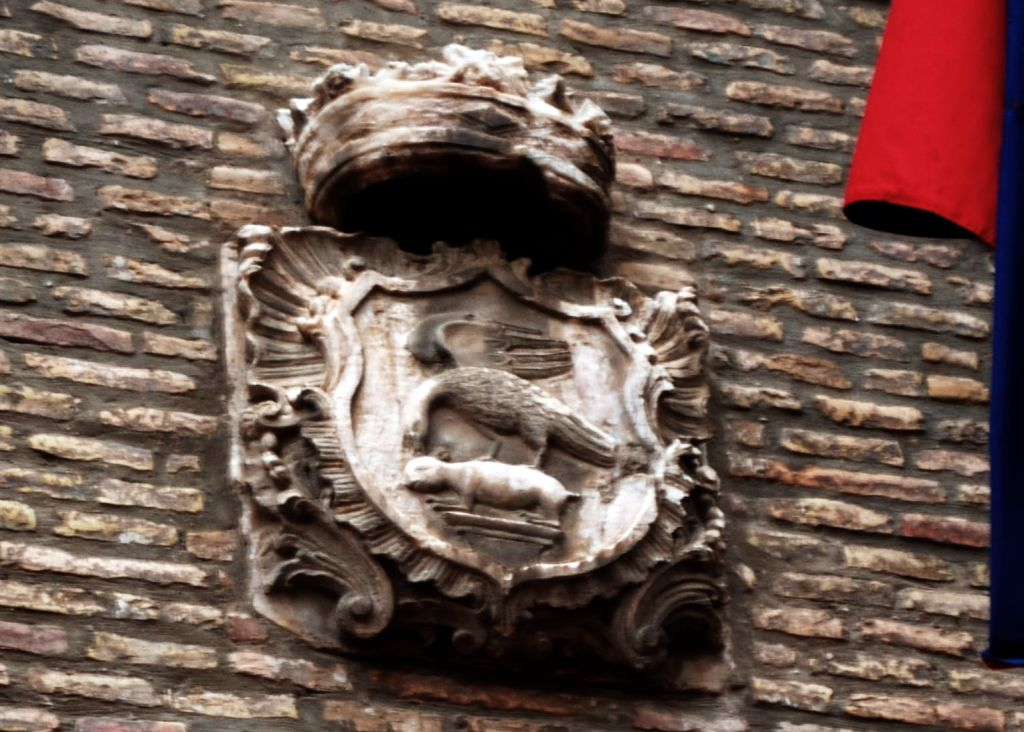
Escudo de Corella

El escudo de armas de la ciudad de Corella tiene el siguiente blasón:

Trae de plata y un águila en actitud de atrapar un conejo que corre, en su color natural. Por timbre una corona abierta.

Su origen está ligado al conde francés Rotrou de Perche, al que el rey Alfonso I el Batallador, le concedió en el siglo XII la villa de Corella y su castillo, en recompensa por haberle ayudado a conquistar el Valle Medio del Ebro, hasta entonces en poder de los musulmanes.
El conde de Alperche, señor de la villa francesa de L'aigle, habría tomado supuestamente el águila de su emblema heráldico para aplicarlo también a Corella. El escudo haría referencia a las guerras del noble, simbolizando el águila la conquista y el conejo las tierras hispanas en poder de los musulmanes.
En las vidrieras del Palacio de Navarra figura con el error de aparecer el conejo atrapado.

## Administración y política

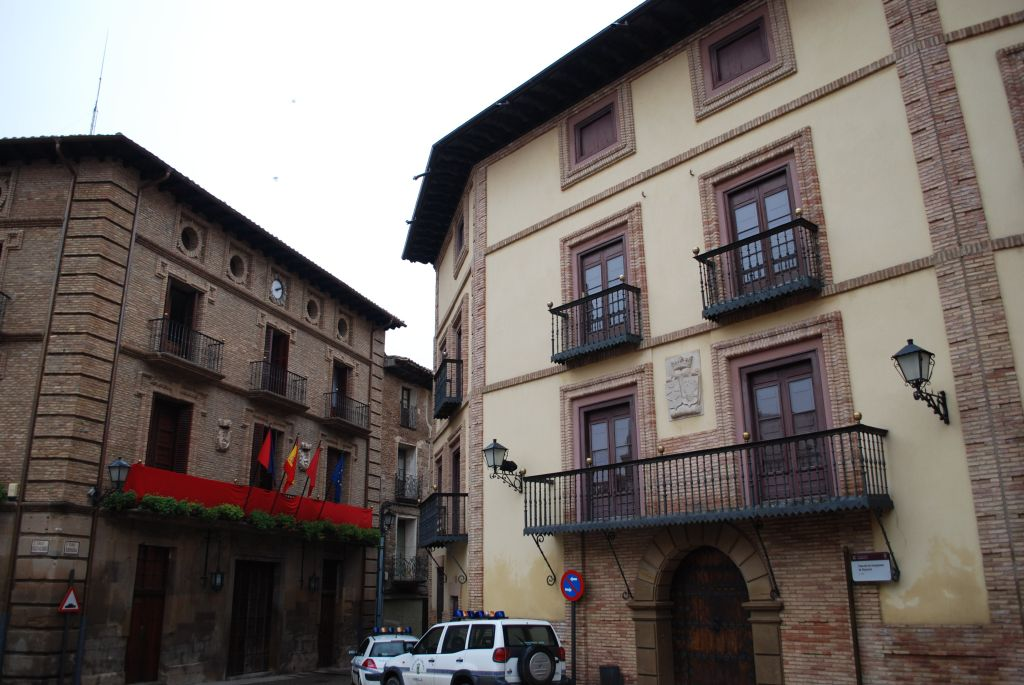
La casa consistorial, sede del Ayuntamiento de Corella, situada junto a la casa de los marqueses de Bajamar

### Gobierno municipal
La administración política de la ciudad se realiza desde 1979 a través de un Ayuntamiento de gestión democrática cuyos componentes se eligen cada cuatro años por sufragio universal. El censo electoral está compuesto por todos los residentes empadronados en ella mayores de 18 años y nacionales de España y de los otros países miembros de la Unión Europea. Según lo dispuesto en la Ley del Régimen Electoral General, que establece el número de concejales elegibles en función de la población del municipio, la corporación municipal está formada por 13 concejales. La sede del consistorio está emplazada en la plaza de España, 1.
| Periodo   | Nombre                       | Partido | Partido                                   |
| --------- | ---------------------------- | ------- | ----------------------------------------- |
| 1979-1983 | Javier Guinea Catalán        |         | Agrupación de Electores (AE)              |
| 1983-1991 | Miguel Sanz Sesma            |         | Unión del Pueblo Navarro (UPN)            |
| 1991-1999 | José Matías Jiménez Lázaro   |         | Unión del Pueblo Navarro (UPN)            |
| 1999-2003 | José Javier García Arellano  |         | Unión del Pueblo Navarro (UPN)            |
| 2003-2007 | Ramón M. Jiménez González    |         | Partido Socialista de Navarra (PSN-PSOE)  |
| 2007-2015 | José Javier Navarro Arellano |         | Unión del Pueblo Navarro (UPN)            |
| 2015-act. | Gorka García Izal            |         | Alternativa Corellana Independiente (ACI) |

| Partido político | Partido político                                                  | 2023  | 2023       | 2019               | 2019               | 2015  | 2015       | 2011  | 2011       | 2007  | 2007       | 2003  | 2003       | 1999  | 1999       | 1995  | 1995       |
| Partido político | Partido político                                                  | %     | Concejales | %                  | Concejales         | %     | Concejales | %     | Concejales | %     | Concejales | %     | Concejales | %     | Concejales | %     | Concejales |
|                  | Alternativa Corellana Independiente (ACI)                         | 35,36 | 5          | 38,51              | 6                  | 28,91 | 4          | 20,99 | 3          | 13,88 | 2          | 23,41 | 3          | —     | —          | —     | —          |
|                  | Unión del Pueblo Navarro (UPN)                                    | 35,05 | 5          | Navarra Suma (NA+) | Navarra Suma (NA+) | 37,09 | 5          | 47,51 | 7          | 49,64 | 7          | 43,63 | 6          | 61,31 | 9          | 59,49 | 8          |
|                  | Partido Socialista de Navarra (PSN-PSOE)                          | 12,51 | 2          | 13,91              | 2                  | 19,44 | 3          | 23,59 | 3          | 33,93 | 4          | 28,38 | 4          | 24,08 | 3          | 30,27 | 4          |
|                  | Partido Popular (PP)                                              | 10,93 | 1          | Navarra Suma (NA+) | Navarra Suma (NA+) | 3,67  | 0          | 5,01  | 0          | —     | —          | —     | —          | —     | —          | —     | —          |
|                  | Navarra Suma (NA+)                                                | —     | —          | 35,69              | 5                  | —     | —          | —     | —          | —     | —          | —     | —          | —     | —          | —     | —          |
|                  | Asamblea Municipal de Izquierdas-Corella Decide Erabaki (AMI-CDE) | —     | —          | 6,21               | 0                  | 7,12  | 1          | —     | —          | —     | —          | —     | —          | —     | —          | —     | —          |
|                  | Iniciativa por la Ribera (IX Ribera)                              | —     | —          | 4,44               | 0                  | 1,96  | 0          | —     | —          | —     | —          | —     | —          | —     | —          | —     | —          |
|                  | Convergencia de Demócratas de Navarra (CDN)                       | —     | —          | —                  | —                  | —     | —          | —     | —          | 1,23  | 0          | 2,46  | 0          | —     | —          | —     | —          |
|                  | Izquierda Unida (IU)                                              | —     | —          | —                  | —                  | —     | —          | —     | —          | —     | —          | —     | —          | 11,94 | 1          | 7,89  | 1          |

### Administración comarcal
Corella es la capital de la Mancomunidad de Aguas del Moncayo (MAM), entidad local supramunicipal encargada del abastecimiento, saneamiento y depuración de agua, de la que forman parte además de Corella otros 7 municipios de La Ribera. La sede de la MAM se encuentra en la plaza de los Fueros n.º 1.

## Cultura

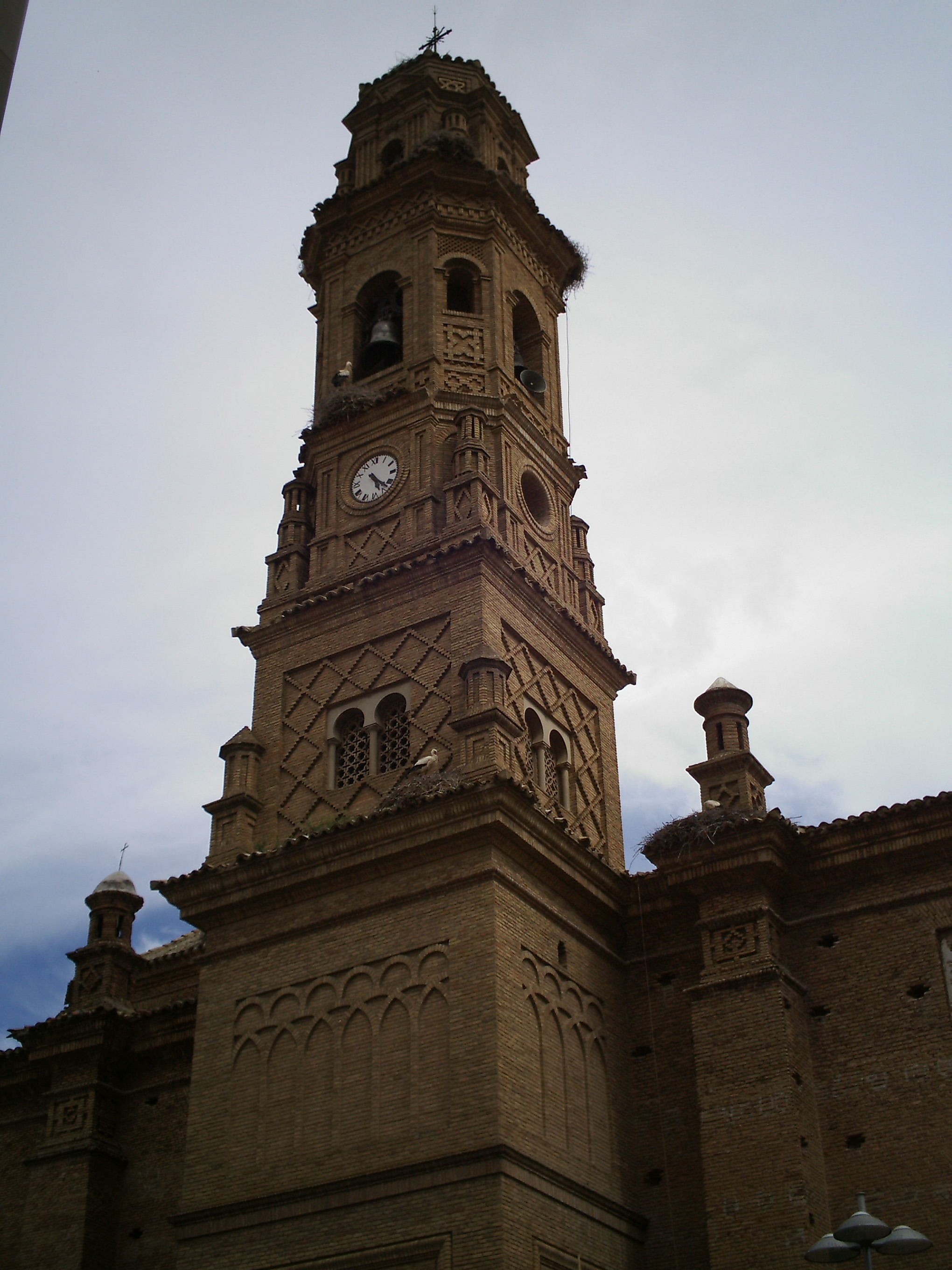
Iglesia de Nª Sra. del Rosario

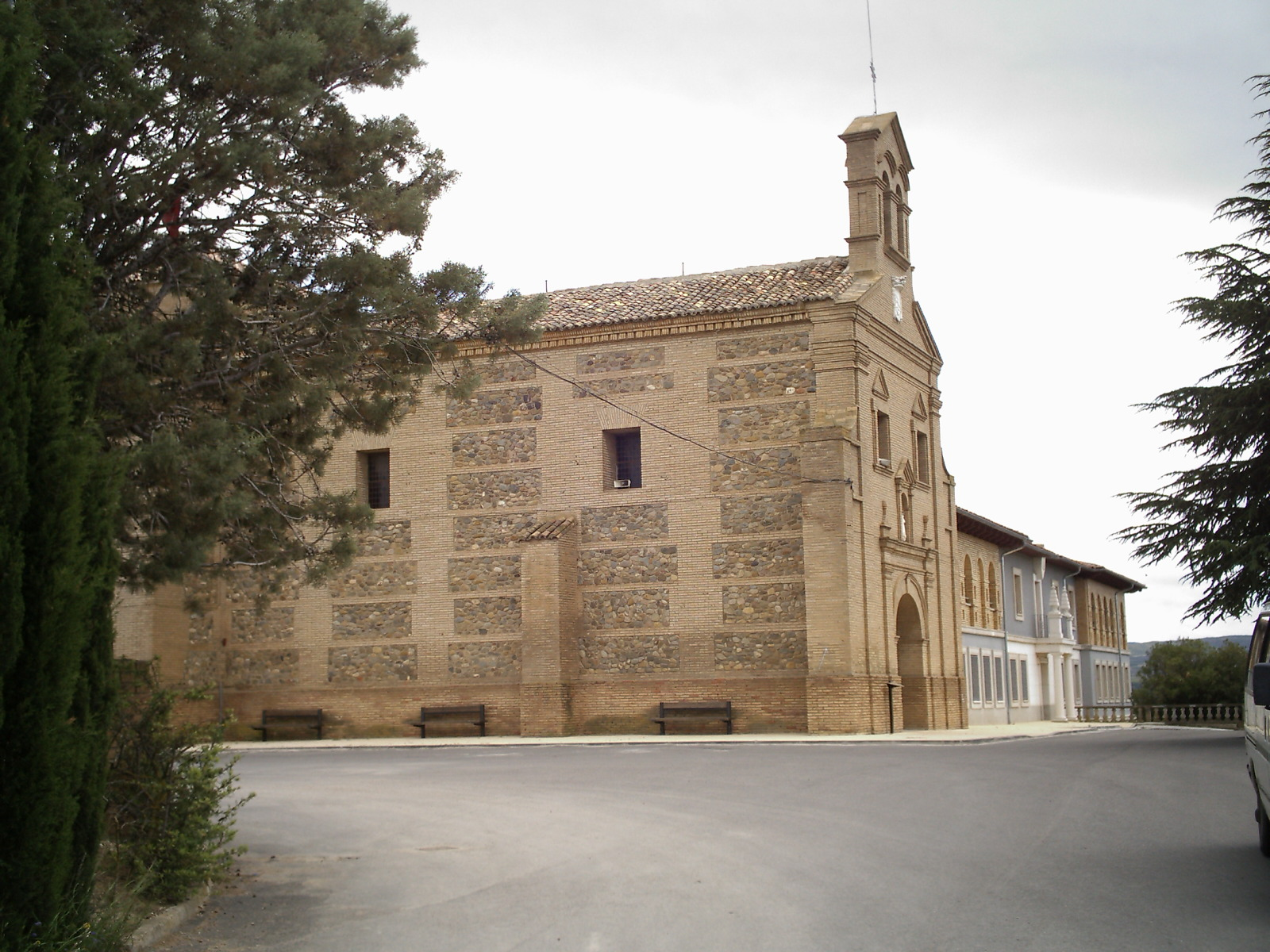
Ermita de Nuestra Señora del Villar

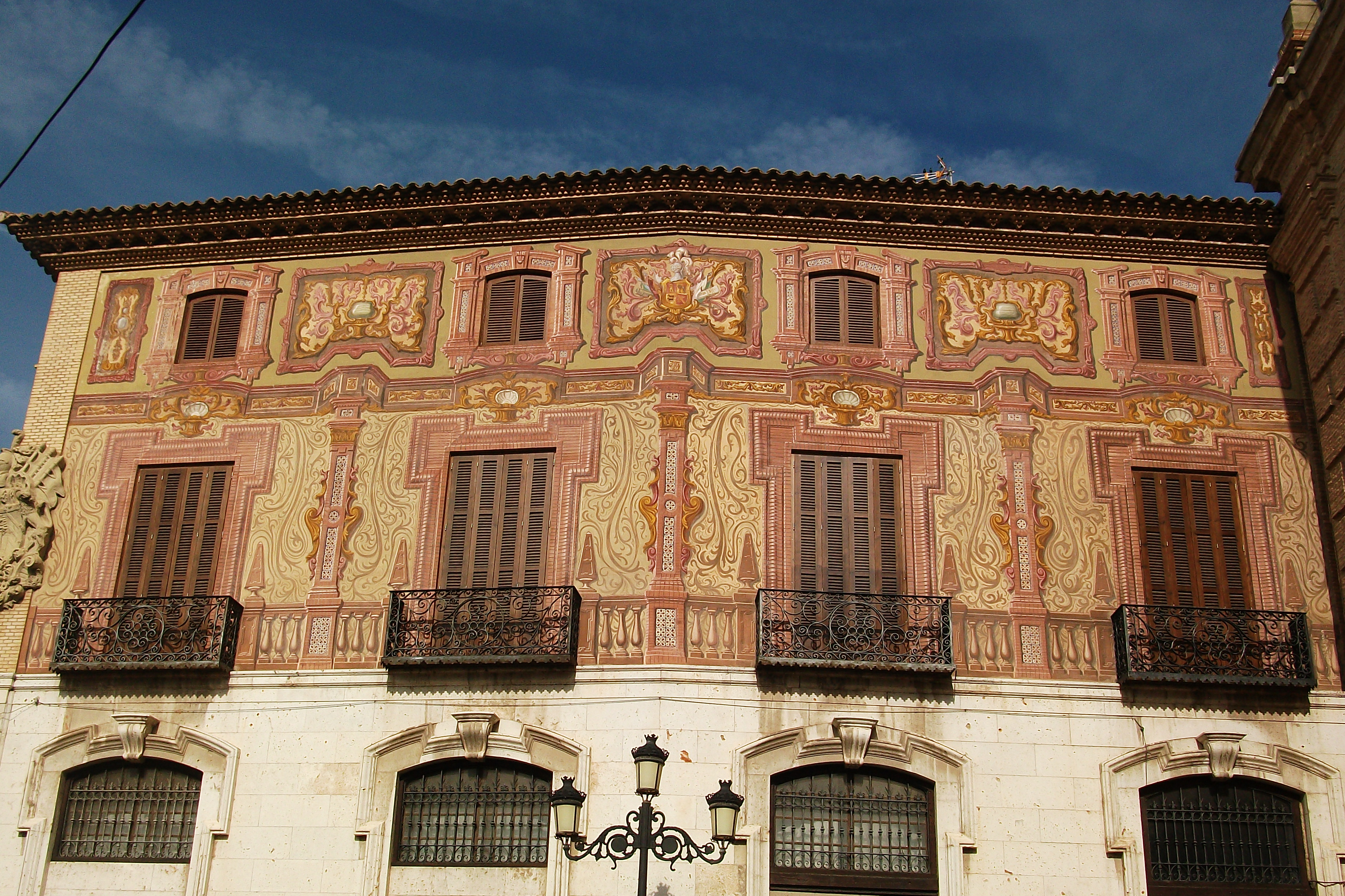
Casa Museo Arrese

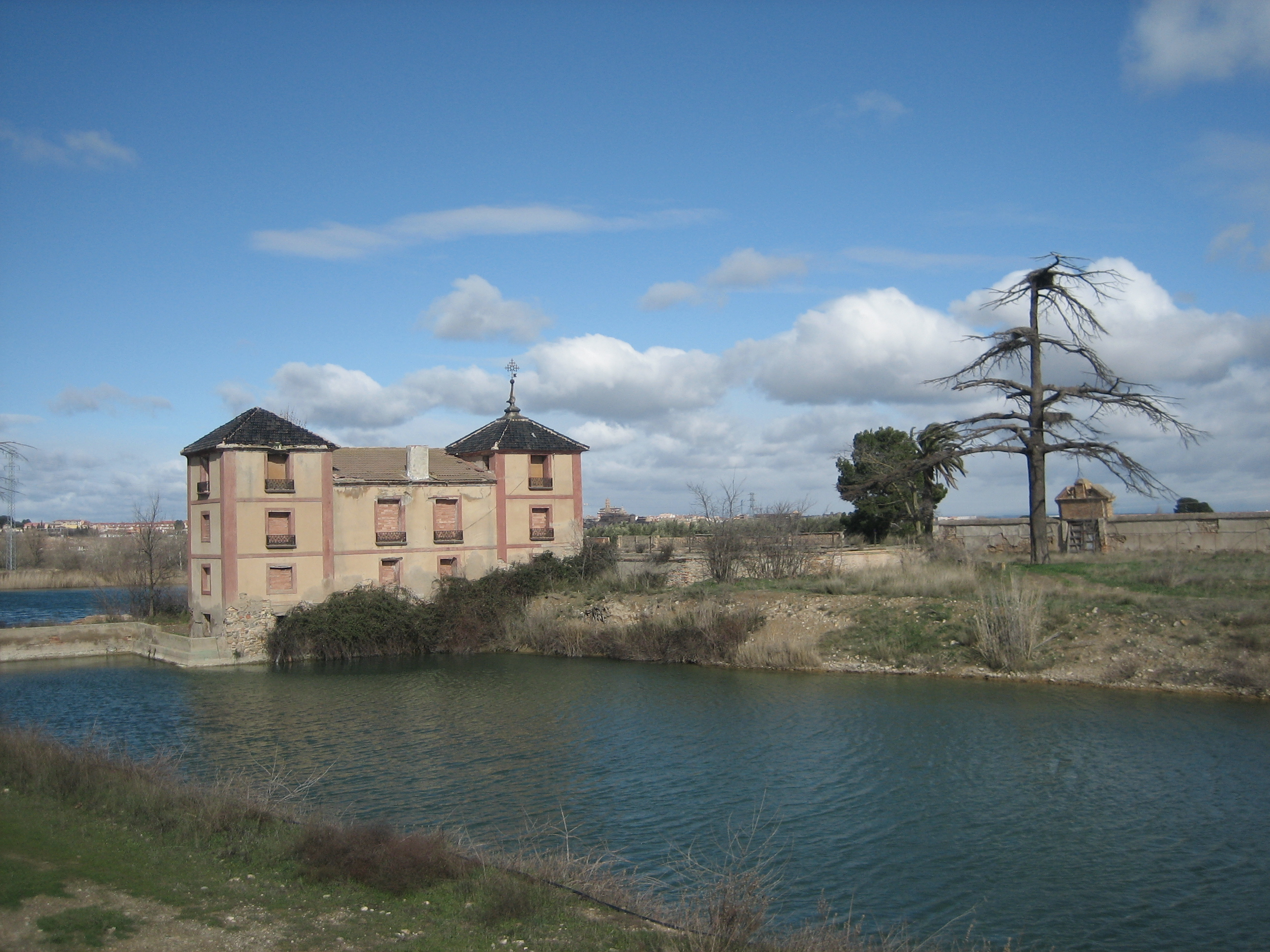
La Noria

Folclore navarro-aragonés así como expresiones a la hora de hablar descendientes del antiguo romance navarro-aragonés y del que hoy queda la fabla aragonesa en Huesca dentro de las zonas lingüísticas de Navarra pertenece a la no vascófona, según la ley del vascuence de 1987.

### Patrimonio

#### Religioso
Parroquia de San Miguel
Es la más antigua de Corella, pero del primitivo templo no queda ningún vestigio, ya que a partir del siglo XV se hicieron sucesivas ampliaciones. El retablo mayor es del siglo XVIII, obra de Juan Antonio Gutiérrez, con esculturas de Pedro de Onofre. Además hay otros once retablos de estilo barroco.
Parroquia de Nuestra Señora del Rosario
Es probable que su construcción comenzara en 1535, pero en 1656 se planteó de nuevo el templo, procediéndose a su ampliación. En 1953 se reformó para añadir una torre y una fachada conveniente a la plaza del Mercado. Lo más importante de la decoración interior es la cúpula central, con lienzos antiguos de Matías Guerrero y Vicente Verdusan. Se conservan también en esta iglesia varios cuadros del pintor corellano Antonio González Ruiz, primer director de la Real Academia de Bellas Artes de San Fernando.
Convento del Carmen
Fundado en 1595, su construcción duró veinticinco años. La iglesia posee notables retablos y capillas particulares con curiosa decoración, entre ellas la capilla de las Ánimas con lienzo de altar firmado por el sevillano Lorenzo Montero de Espinosa. Situado sobre la ermita de San Pedro.
Convento de Araceli
La imagen de Nuestra Señora de Araceli fue hallada en 1674 y para su veneración se construyó una primera ermita al año siguiente, que fue sustituida por la actual en 1693. El convento fue construido en 1720 para albergar a una comunidad de carmelitas.
Ermita de Nuestra Señora del Villar
La ermita actual es del siglo XVII, de una sola nave, en forma de cruz latina y cubierta con bóveda y lunetas. Su ornamentación es barroca. En esta ermita se venera la Patrona de la ciudad, cuya imagen recuerda el estilo de las tallas góticas de los siglos XIII y XIV. Hay lienzos con pinturas de Francisco Crespo y Cabia.

### Civil
- Casa consistorial
- Casa Museo Arrese en la cual se conserva una gran colección de arte y objetos valiosos.
- Palacio de Los Sesma o Casa de Las Cadenas. Se trata de un palacio de estilo barroco construido en el siglo XVIII. En él vivieron, entre junio y octubre de 1711, el rey Felipe V y su esposa María Luisa de Saboya,[16] período durante el cual la reina intentaba recuperarse de una tuberculosis,[17] enfermedad que terminaría acabando con su vida unos años más tarde. Consta de dos plantas y su nombre hace referencia a las características cadenas que cuelgan de sus puertas de entrada.[17]
- Casa de los Virto de Vera Juan Fermín Virto de Vera, casado con la corellana Josefa Anchorena y primogénito del escribano real y exitoso comerciante Martín Virto de Vera y Azpilicueta, mandó construir este edificio, que habría de albergar a la saga familiar Virto Azpilicueta en Corella.

- Casa de Los Beaumont de Navarra
- Casa de Los Marqueses de Bajamar y Condes de Casa Lasquetty
- Palacio de los Aguado, derribado en 2008 debido a su mal estado
- Casa de Los Escudero
- Casa de Los San Juan
- Casa donde vivió Mariano José de Larra
- Casa de Los Sopranis
- Cruz de los Caídos
- Casa de los Españoles
- Casa de los Príncipes

### Otros lugares de interés
- La Noria

### Edificios barrocos

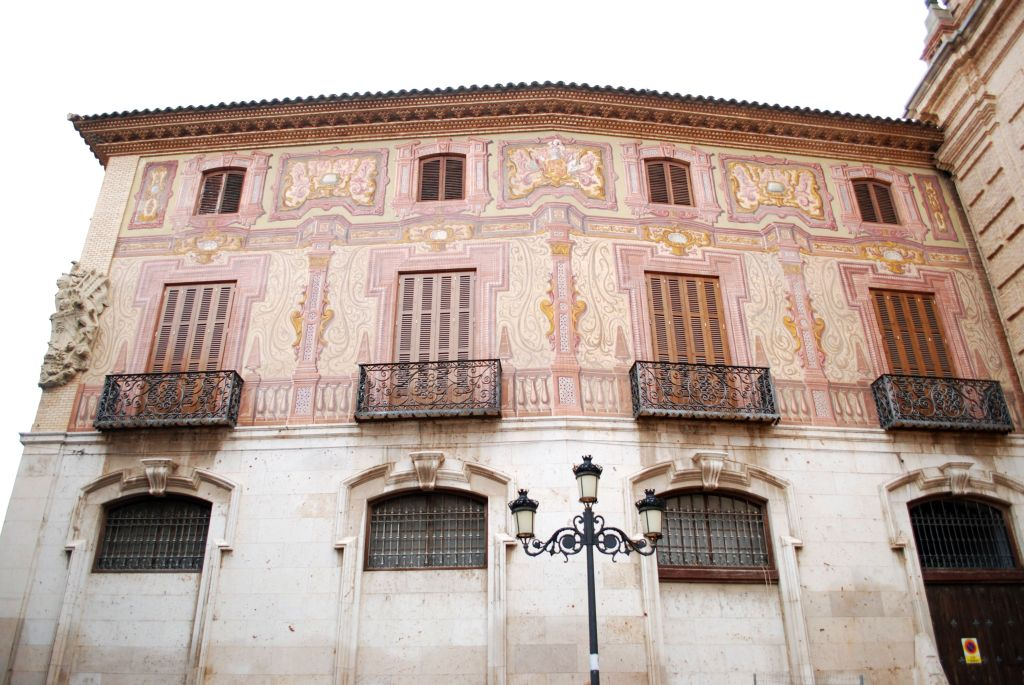
Casa Museo Arrese
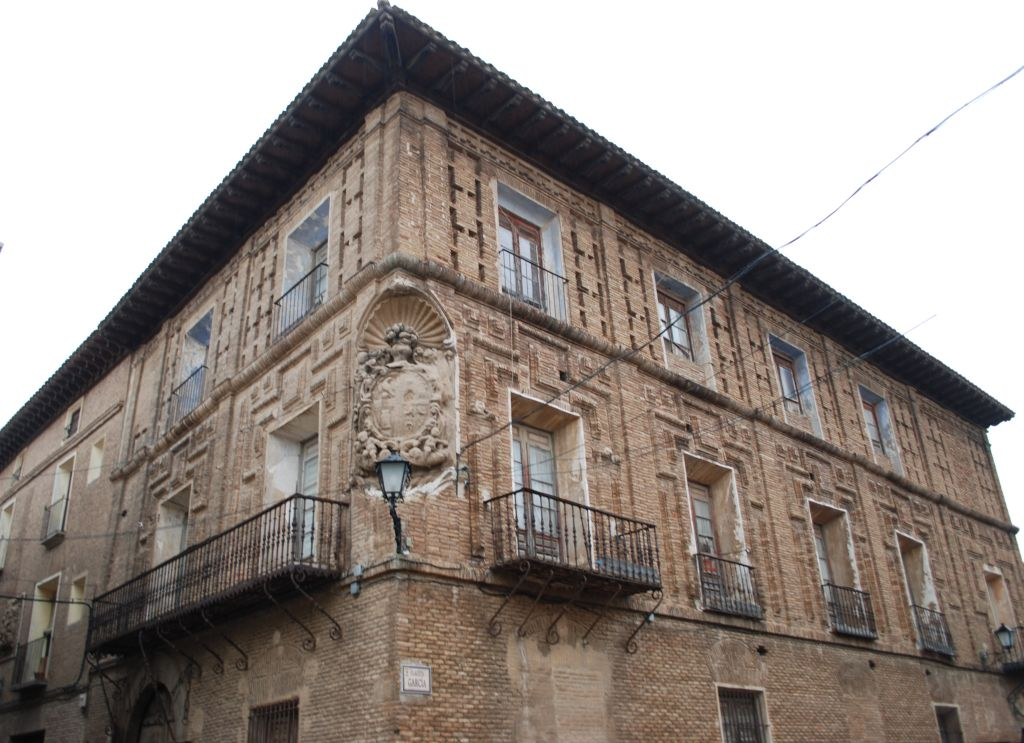
Casa de las Cadenas
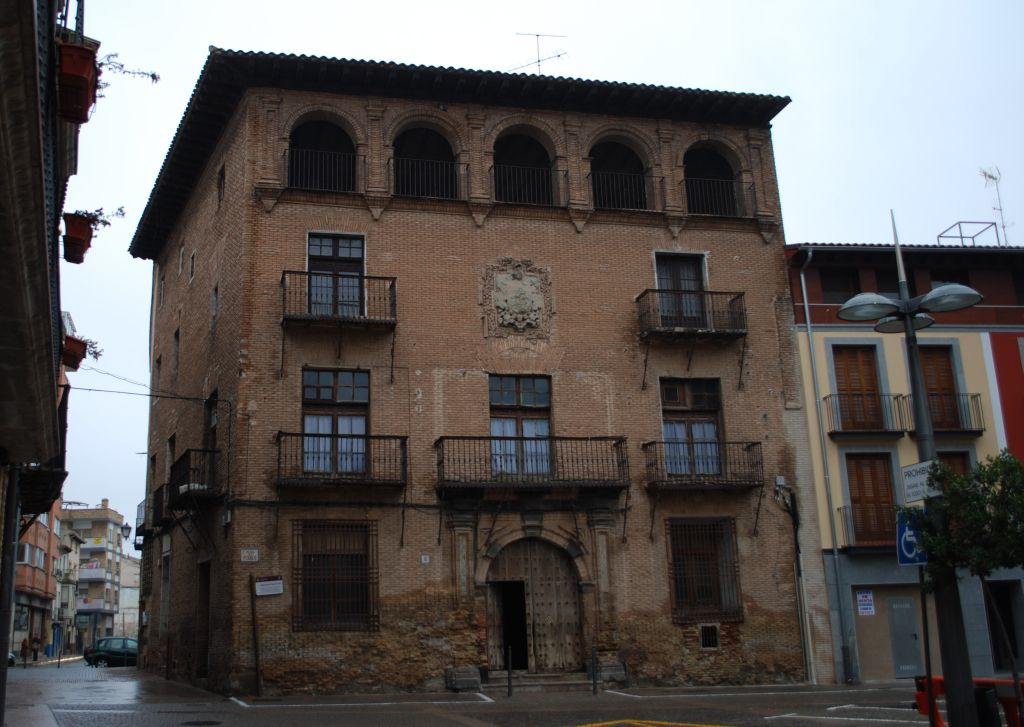
Casa de los Virto de Vera
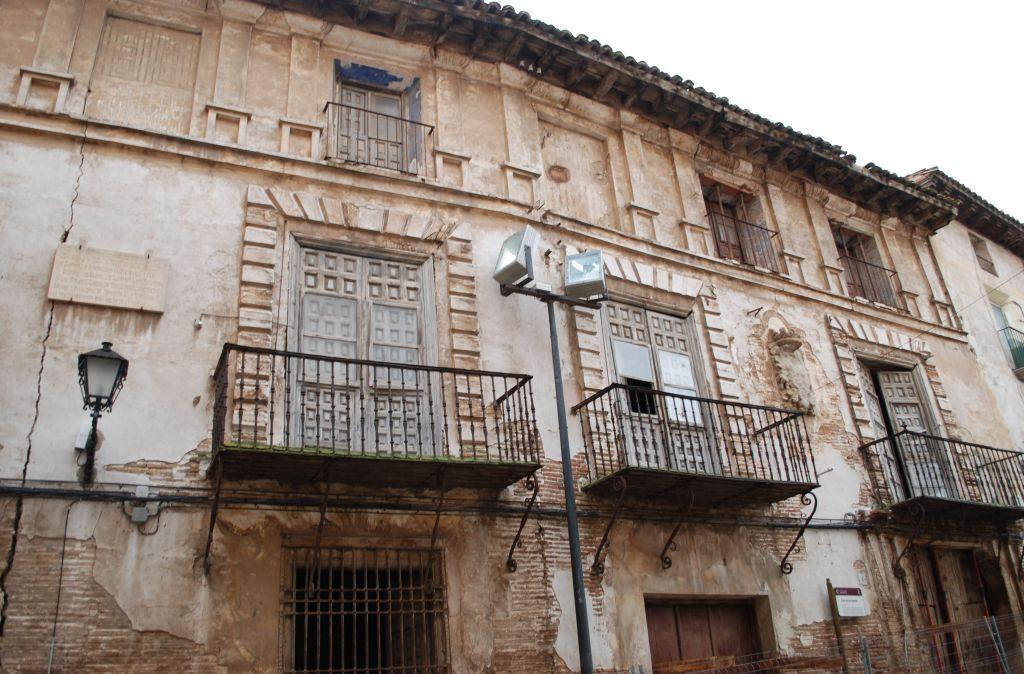
Palacio de los Aguado (derribado)
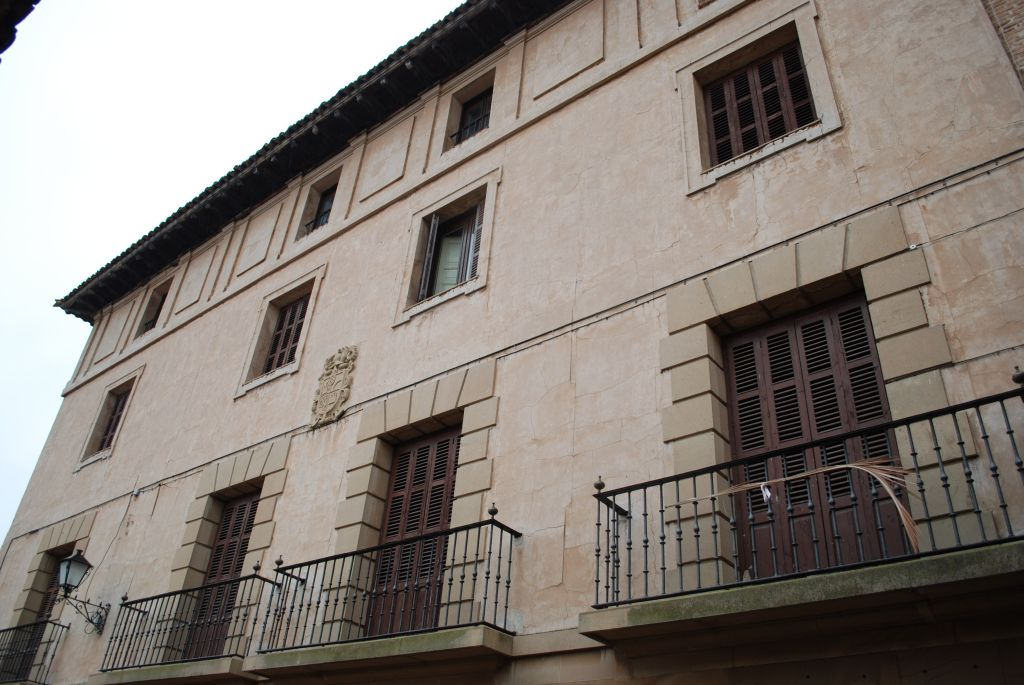
Casa de los Escudero
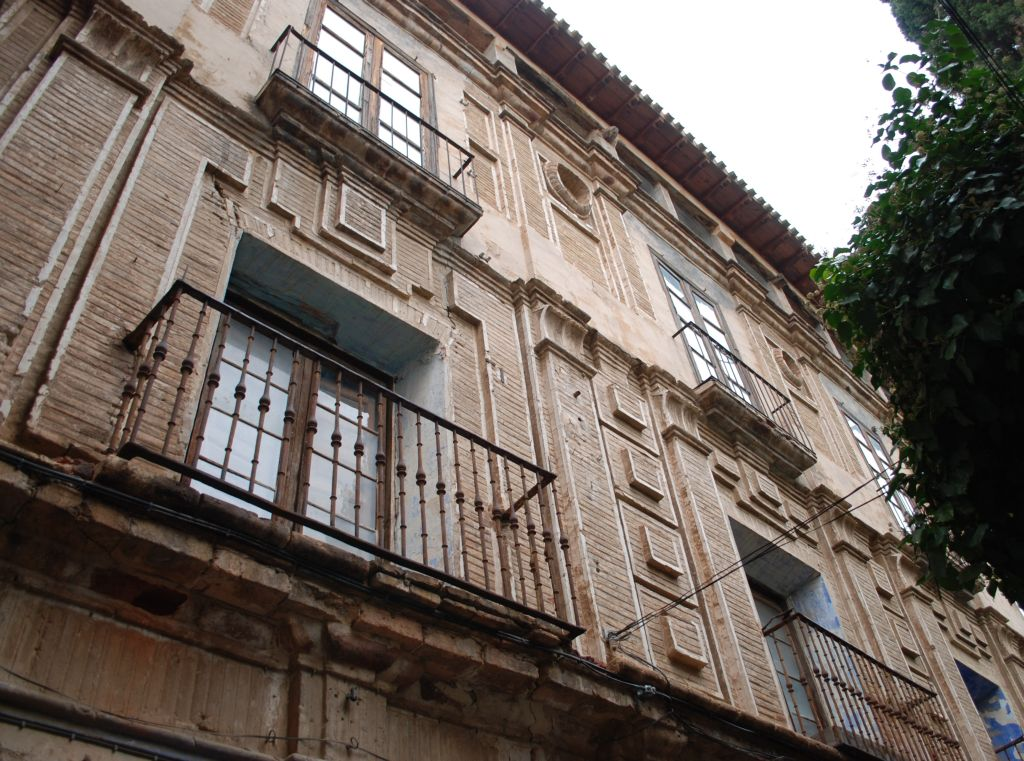
Casa de los Sopranis

### Fiestas populares
- Fiestas patronales, en honor a la Virgen de la Merced (24 septiembre) y a San Miguel (29). Son tradición los encierros a las 10 de la mañana, las corridas de toros, los calderillos, ver a los gigantes y jugar con los cabezudos...
- Fiestas del Villar, quince días después de la Pascua de Resurrección. La tradición manda ir el domingo al Villar a comer con la cuadrilla.
- Fiestas de la Juventud, a principios de verano.
- Fiesta del Vino y de la Música, el primer fin de semana de septiembre.
- Fin de semana del Barroco: en noviembre, mercado barroco y actividades.
- Semana Santa, que es fiesta de interés turístico.

### Gastronomía
El calderillo, ajoarriero, la menestra de verduras, la tomatada y espárragos, cebollas asadas, tomates asados, ajos asados, caracoles, Patorrillo.

## Personas notables
- Alfonso López de Corella (c. 1513, 1584), médico español.
- Pedro de Baigorri y Ruiz (1589-1669), Caballero de la Orden de Santiago; capitán, sargento mayor y maestre de campo en las Guerras de Flandes; gobernador y capitán general del Río de la Plata (Argentina); fundador del Convento de la Encarnación de Corella (actual Museo de Arte Sacro).
- Antonio González Ruiz, (1711-1788), pintor de cámara y director de la Real Academia de Bellas Artes de San Fernando.
- Blas de Laserna (1751-1816), compositor.
- Martín García-Loygorri e Ichaso (1759-1824), militar, reformador del cueropo de Artillería.
- Francisco de Paula Escudero y Ramírez de Arellano (1764-1831), único diputado por Navarra en las Cortes de Cádiz de 1812.
- Fermín Arteta (1796-1880), político, ministro de la Gobernación (1840, 1851) y senador vitalicio.
- Mariano Arigita Lasa (1864-1916), historiador además de canónigo, chantre, archivero de la Diputación Foral de Navarra y del Ayuntamiento de Pamplona.
- Ramón García Domínguez (1942-), periodista, biógrafo de Miguel Delibes, aunque nacido en Barcelona y residente en Valladolid, según ha declarado muchas veces, Corella es su "tierra natal".[18][19]
- Miguel Sanz (1952-), político, presidente del Gobierno de Navarra (1996-2011).
- Ignacio Arellano (1956-), filólogo e historiador de la literatura española.
- Alberto Catalán (1962-), político, senador por Navarra y antiguo presidente del Parlamento de Navarra (2011-2015).